# Villa Campbell
Villa De Rosa (già villa Campbell), è una struttura di interesse storico-artistico di Napoli.
In origine, fu una masseria caratterizzata da una planimetria quadrangolare ed un cortile interno. Nel Settecento era di proprietà del convento di San Pietro a Majella, annesso a un podere agricolo di 41 moggia.
Con la soppressione degli ordini, nel 1801, la tenuta fu ceduta a Enrico Campbell ed, in seguito, subì vari passaggi di proprietà ma, non troppo tardi, ritornò ad essere dei Campbell.
Questi la trasformarono in un bel casino di delizie, costituito anche da rigogliosi giardini, pergolati, ecc..
Oggi ospita l'istituto religioso della Pia società delle figlie di San Paolo.